# Ramzi Boukhiam
Ramzi Boukhiam (in arabo رمزي بوخيام‎?; Agadir, 14 settembre 1993) è un surfista marocchino, specializzato nello shortboard, vincitore della medaglia d'argento ai World Surfing Games di Arecibo 2024. Ha rappresentato il Marocco ai Giochi olimpici estivi di Tokyo 2020, dove è stato alfiere della sua nazionale alla cerimonia d'apertura, e Parigi 2024.

## Palmarès
- World Surfing Games

Arecibo 2024: argento